# Béville-le-Comte

Béville-le-Comte este o comună în departamentul Eure-et-Loir, Franța. În 1 ianuarie 2022 avea o populație de 1.693 de locuitori.